# It turned out to be you
It turned out to be you is een lied van Toni Willé en The Major Dundee Band. Willé werd bekend als zangeres van Pussycat (1975-85) en Major Dundee is een Nederlandse countryband onder leiding van Dick van Altena die ook de songwriter van het nummer is.
Het verscheen in 1990 op een single, met Sometimes love op de B-kant. Daarnaast plaatste Major Dundee het op hun album Continental cowboy (1990). Willé gaf in die tijd geen platen uit en het nummer verscheen voor haar voor het eerst weer, toen Pussycat het verzamelwerk Complete collection (2004) uitbracht.
In de Nederlandse countryscene werd het nummer verschillende malen gecoverd, waaronder door Ben Steneker & Carmen Steneker en door Van Altena & Steneker.